# Početni komad
Početni komad je pojam iz teorije skupova. 
Kad imamo proizvoljan parcijalno uređen skup (A, <), za lanac B kažemo da je početni komad skupa A ako vrijedi
{\displaystyle \forall b\in B} i  {\displaystyle \forall A\in A}
ako vrijedi da iz činjenice {\displaystyle a<b\Rightarrow a\in B}
Primjerice {1, 2,...,1000} je početni komad skupa (N, <) a interval <−∞,33> je jedan početni komad skupa (R, <).